# Z-skan
Z-skan (ang. z-scan) – zaproponowana przez M. Sheikg Bahae, jako jedna z metod pomiarowych wykorzystywanych w optyce nieliniowej, służy do eksperymentalnego wyznaczenia nieliniowego współczynnika załamania światła n2 (nieliniowość Kerra), jak i wartości nieliniowego współczynnika absorpcji dwu-fotonowej. Ze względu na prostotę i wysoką dokładność metoda ta okazała się być jedną z najwygodniejszych technik pomiarowych w optyce nieliniowej.
Metoda pozwala na przeprowadzenie jednoczesnych pomiarów różnych nieliniowych parametrów optycznych za pomocą jednego układu pomiarowego, oraz znajduje zastosowanie do oceny jakość wiązki laserowej poprzez wyznaczenie jej charakterystyki (rozkład Gaussa). Pomimo prostej budowy układu optycznego z-skan uzyskanie miarodajnych wyników pomiaru wiąże się z kompleksową analizą danych (metodą eliminacji Gaussa, lub poprzez wykorzystanie zasady dyfrakcji Fresnela, w przypadku analizy numerycznej). Należy uwzględnić wiele czynników wpływających na wyniki z-skanów zarówno z eksperymentalnego, jak i teoretycznego punktu widzenia.

## Aparatura z-skan

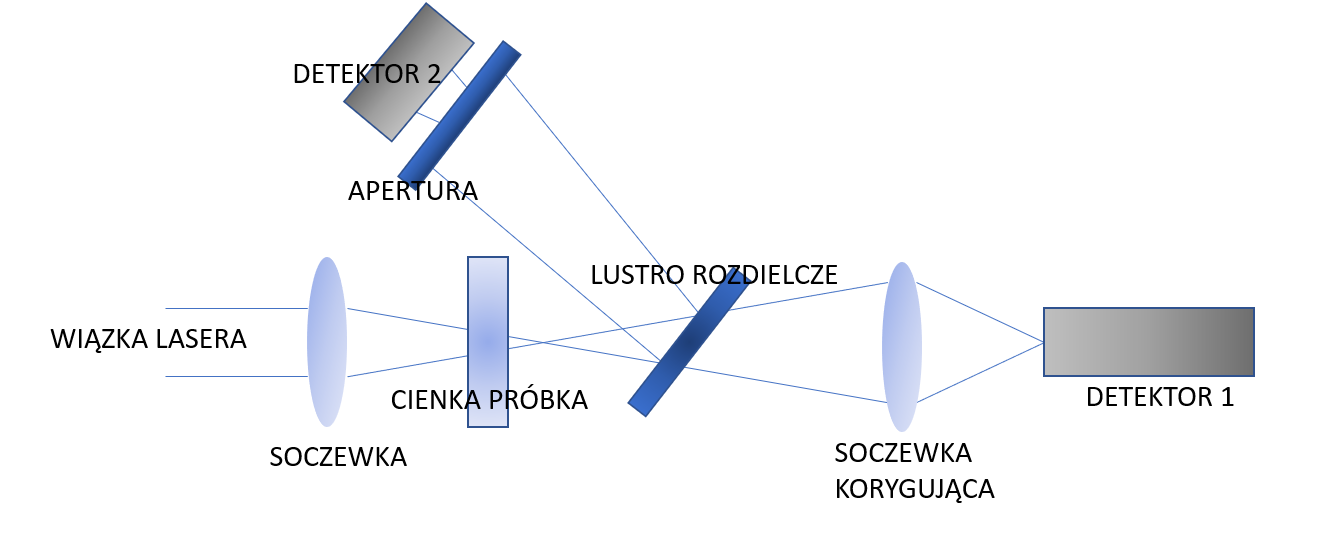
Rys.1. Schemat układu optycznego do pomiarów nieliniowego współczynnika załamania światła oraz współczynnika absorpcji dwu-fotonowej metodą z-skan.

W układzie z-skan spolaryzowana, gaussowska wiązka laserowa propagowana jest w kierunku osi z, a następnie ogniskowana przez soczewkę. Pada ona na próbkę, która znajduje się na przesuwającym się wzdłuż ścieżki propagacji wiązki laserowej podium (rys. 1). Poprzez oddziaływanie wiązki laserowej na nieliniowy ośrodek indukowana jest zmiana współczynnika załamania światła, co wiąże się z ogniskowaniem lub rozogniskowaniem padającej na próbkę wiązki (rys. 2). Ze względu na wpływ nieliniowej absorpcji na pomiar nieliniowego współczynnika załamania światła w układzie z-skan stosuje się fotodetektor bliskiego i dalekiego pola do monitorowania transmisji wiązki laserowej przez próbkę. Poprzez analizę krzywych transmitancji w zależności od położenia próbki w osi z możliwe jest wyznaczenie znaku, jak i wartości nieliniowego współczynnika załamania światła oraz wartość współczynnika absorpcji dwu-fotonowej.
Układ pomiarowy z-skan można podzielić na dwa rodzaje:
1. z tzw. otwartą przesłoną (open aperture – rys. 1, detektor 1)
2. z zamkniętą przesłoną (closed aperture – rys. 1, detektor 2)

Podział ten, lub stosowanie jednocześnie dwóch układów jest konieczne ze względu na korelacje nieliniowego współczynnika załamania ze współczynnikiem nieliniowej absorpcji. W przypadku układu bez przesłony, pomiar transmisji w funkcji położenia próbki pozwala uzyskać informację o absorpcji nieliniowej. Zastosowanie układu z przysłoną pozwala na oszacowanie nieliniowego współczynnika załamania (na skutek analizy zjawiska soczewkowania przez nieliniowe medium ze zmienną ogniskową, w funkcji położenia w osi z).

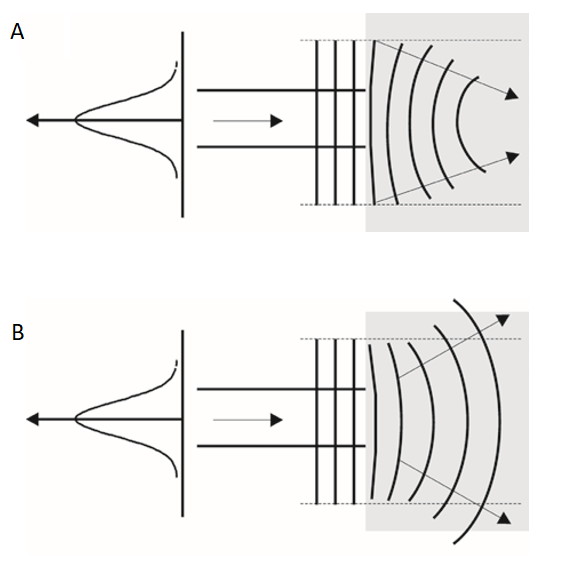
Rys. 2. Efekt samoogniskowania i samorozogniskowania w ośrodku nieliniowym dla wiązki gaussowskiej. A) Samoogniskowanie (n2 > 0) – ośrodek nieliniowy działa jak soczewka skupiająca, B) Samorozogniskowanie (n2 < 0) – ośrodek nieliniowy działa jak soczewka rozpraszająca.

## Z-skan z zamkniętą przesłoną
W układzie z-skan tego typu (closed aperture) przed fotodetektorem umieszcza się aperturę częściowo uniemożliwiającą dostęp wiązki laserowej po przejściu przez nieliniowe medium (próbkę). Apertura powoduje, że tylko centralny obszar stożka światła dociera do detektora. Zazwyczaj wartości znormalizowanej transmitancji znajdują się w przedziale 0,1 < T < 0,5. Takie rozwiązanie sprawia, że detektor jest niezwykle czuły na wszelkie ogniskowanie lub rozogniskowanie wiązki laserowej, które może wywołać próbka.

## Z-skan z otwartą przesłoną
Ta metoda jest podobna do opisanej powyżej, a różnicę stanowi brak apertury ograniczającej dostęp wiązki laserowej do fotodetektora (open aperture). Dzięki takiemu rozwiązaniu możliwe jest wyznaczenie współczynnika absorpcji dwu-fotonowej – β. Współczynnik ten można wyznaczyć na podstawie pomiaru transmitancji w zależności od położenia próbki (oś z).
Absorpcja może być opisana wzorem:
{\displaystyle \alpha =\alpha _{0}+\beta I}
Gdzie:
αo – Liniowy współczynnik absorpcji
I – Intensywność wiązki

## Pomiar z-scan

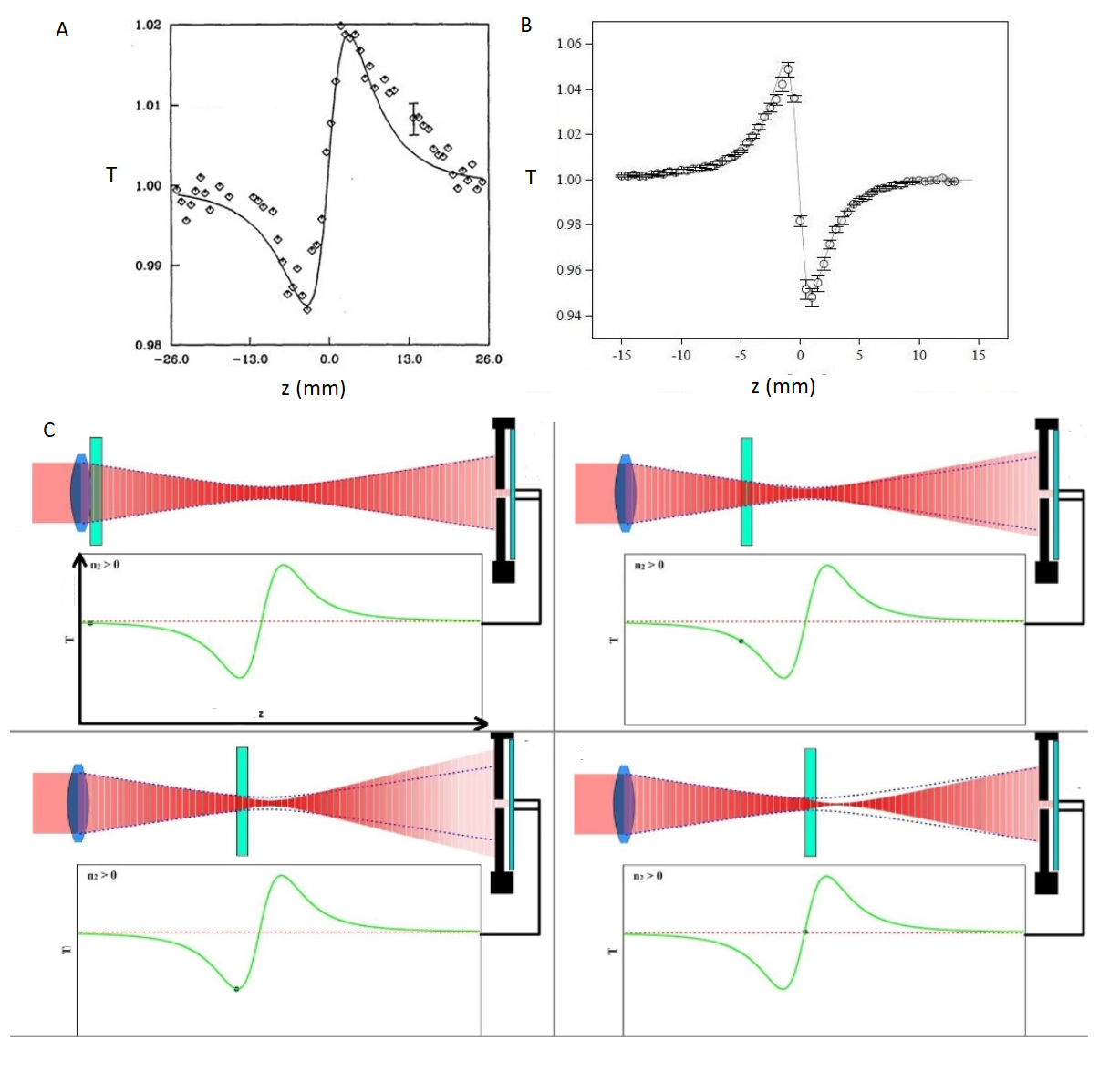
Rys. 3. Schemat procesu pomiaru próbki metodą z-skan (C). Przykładowe wyniki pomiaru. Zależność intensywności wiązki laserowej padającej na detektor po przejściu przez próbkę [w odniesieniu do położenia na osi x] dla medium o dodatnim nieliniowym współczynniku załamania światła (A), oraz ujemnym nieliniowym wyniku załamania światła (B).

Pomiar zwykle rozpoczyna się z dala od płaszczyzny ogniskowej, gdzie transmitancja jest relatywnie stała (rys. 3C). Następnie próbka przesuwna się w stronę ogniskowej soczewki w osi z. Jeżeli materiał charakteryzuje dodatni nieliniowy współczynnik załamania światła (n2 > 0), to zarejestrowana transmitancja ma przebieg jak na rys. 3A. W przypadku ujemnego nieliniowego współczynnika załamania światła (n2 < 0) obserwuje się odwrotny przebieg (rys. 3B). Skanowanie zakańcza się, gdy odpowiedź znów jest liniowa.